# Leo Truchlar
Leo Truchlar (* 3. September 1939 in Obersdorf) ist emeritierter Universitätsprofessor an der Amerikanistik der Universität Salzburg. Seine Forschungsschwerpunkte sind Gegenwartsliteraturen in englischer Sprache,
Literatur und andere Künste, Texttheorie und Textkonstitution sowie vergleichende Literatur- und Kulturwissenschaft.

## Buchpublikationen
- 1967: The Kernel of Eternity. Zur Weltsicht und Kunstauffassung Thomas Wolfes
- 1968: Zum Symbol des Schiffes in der englischsprachigen Lyrik
- 1973: Englische Literatur im 20. Jahrhundert
- 1981: Literaturwissenschaft als soziale Strategie
- 1994: La Muette de Portici. Schriften zur Literatur und Literaturwissenschaft
- 1995: Erinnerungslandschaften. Essays zur anglo-amerikanischen Literatur und andere Prosa
- 1996: Unwägbarkeiten. Ausgewählte Aufsätze zur englischsprachigen Literatur des 20. Jahrhunderts
- 2000: Über Literatur und andere Künste. 12 Versuche
- 2002: Identität, polymorph. Zur zeitgenössischen Autobiographik und Bewußtseinskultur
- 2006: Schwelle. Passage. Verwandlung. Ein Interpretationsentwurf
- 2013: Lichtmusik: Zur Formensprache zeitgenössischer Kunst

## Buchpublikationen als Herausgeber
- 1986: Für eine offene Literaturwissenschaft: Erkundungen und Erprobungen am Beispiel US-amerikanischer Texte. Opening Up Literary Criticism: Essays on American Prose and Poetry
- 2004: One America - Many Americas. Erkundungen und Verortungen aus historischer, kultureller und literarischer Sicht